# Festuca tancitaroensis
Festuca tancitaroensis är en gräsart som beskrevs av Gonz.-led. och Stephen D. Koch. Festuca tancitaroensis ingår i släktet svinglar, och familjen gräs. Inga underarter finns listade i Catalogue of Life.